# Herb Kowala
Herb Kowala – jeden z symboli miasta Kowal w postaci herbu określony w statucie miasta.

## Wygląd i symbolika
Herb przedstawia na czerwonej tarczy herbowej białą (srebrną) basztę forteczną z dwoma oknami łukowymi w układzie jedno obok drugiego, z zamkniętą czarną bramą i żółtym (złotym) dachem w kształcie trapezu równoramiennego oraz dwoma żółtymi (złotymi) chorągiewkami na górnych wierzchołkach. Baszta posiada dwa wykusze (lewy i prawy) z pojedynczymi oknami łukowymi, o żółtych (złotych) dachach w kształcie trójkąta równoramiennego, zakończonych żółtą (złotą) chorągiewką każdy. Wszystkie chorągiewki skierowane są w prawą stronę.
Herb swoją symboliką i kolorystyką nawiązuje do szesnastego stulecia.